# Ioan Câmpineanu
Ioan Câmpineanu (1798-1863) fue un político rumano, padre de Ion I. Câmpineanu.

## Biografía
Nacido en 1798, al establecerse el ejército en Muntenia ingresó en el ejército con el grado de capitán en 1831 y pronto se convirtió en coronel. En 1826 entró en política. Dinică Golescu había regresado del exilio después de su participación en los acontecimientos de 1821 bajo Tudor Vladimirescu y estaba buscando socios para fundar una sociedad literaria, colaborando con Ion Heliade y Câmpineanu. En 1835 Câmpineanu fundó la Sociedad Filarmónica que, a pesar de todas sus apariencias puramente literarias, también tenía un propósito político. Junto con otras personas y gracias al apoyo de Grigore Ghica, logró abrir el colegio Sfântul Sava, y en 1835 fundó la primera sociedad filarmónica y ofreció su primera actuación en los escenarios rumanos con la traducción de Mahomet de Voltaire y la obra Mihai Viteazul y los 12 boyardos.
En 1837, se puso junto con I. Rosetti y Gr. Cantacuzino a la cabeza del Partido Nacional en la Cámara, y ese mismo año emprendió un viaje a Francia e Inglaterra para defender la causa de Rumania ante los gobiernos extranjeros. Cuando regresó a Valaquia fue arrestado y encarcelado en el monasterio de Mărgineni, desde donde fue trasladado al de Plumbuita y retenido allí durante varios años tras la intervención de Rusia. Liberado hacia 1841, al año siguiente era el único candidato serio a señor (domn), pero su candidatura fue impugnada y rechazada por Rusia debido a la oposición de Câmpineanu a la votación del artículo adicional del Regulamentul Organic por parte del Diván ad hoc.
A partir de esta época, Câmpineanu desempeñó un papel menor, apareciendo después de la abdicación de Bibescu y la huida del gobierno provisional de 1848 a Târgovişte, como miembro del gobierno interino. Posteriormente fue ministro de Control. La actitud fría y descuidada en la segunda parte de la vida de Câmpineanu hacia sus viejos amigos y sus ideas de juventud  dio lugar a críticas y acusaciones en su contra. Falleció en junio de 1863.